# Os Atos de Pedro e dos Doze Apóstolos

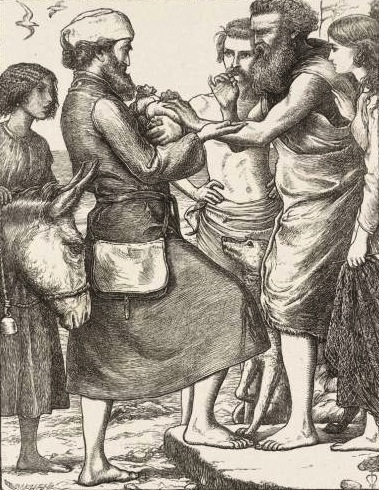
Gravura de John Everett Millais sobre a Parábola da pérola preciosa

Atos de Pedro e os 12 apóstolos é um manuscrito encontrado nos códices da Biblioteca de Nag Hammadi (Códice VI). O texto, escrito provavelmente no século II dC, contém duas partes. Uma alegoria inicial e uma exposição gnóstica explicando seu significado. Acredita-se que a alegoria era originalmente uma obra independente.

## Conteúdo
A alegoria descreve uma parábola semelhante à Parábola da Pérola descrita no Evangelho segundo Mateus (Mateus 13:44ss). Aqui ele está vendendo uma pérola de grande valor. O negociante é evitado pelos ricos, mas os pobres vão a ele em grande quantidade, e descobrem que a pérola está guardada na cidade natal do negociante, "Nove Portões", e aqueles que quiserem a pérola deverão empreender a dura viagem até Nove Portões. O nome do negociante é Lithargoel, que é traduzido como "pedra leve e brilhante", ou seja, o próprio negociante é a pérola. Por fim, o negociante se revela como sendo o próprio Jesus.